# Óscar, Kina y el láser
Óscar, Kina y el láser  es una película infantil española de 1978 dirigida por el actor José María Blanco. El guion, escrito por el propio José María Blanco y Salvador Porqueras, se basa en la novela infantil Óscar y corazón de púrpura de Carmen Kurtz.

## Sinopsis
En la Barcelona de la década de 1970, Óscar construye una máquina de rayos láser de juguete. Con la ayuda de los hermanos Andreu y Maruxiña, su oca Kina y el láser, vivirán varias aventuras para rescatar a Tony, un niño secuestrado en Galicia.

## Reparto
- José Manuel Alonso como Óscar
- Kina como Kina
- Manuel Alberto como Andreu
- Mónica García como Maruxiña
- Carlos Castellanos como Tony
- Francisco Alberola como Perico
- Juan M. González como Moncho
- Dolores Solé como Colines
- Dora Santacreu como Felisa
- Josep Ballester como Jim
- César Ojinaga como Tadeo
- Pedro Romero como Bernabé
- Rafael Anglada como Maestro Don Rufino
- Carlos Martos como Padre de Óscar
- Marta Flores como Pueblerina
- Fernando Ulloa como Teniente de Alcalde
- Jordi Vila como Cocinero

## Producción
La película se estrenó el 23 de diciembre de 1978 y fue calificada apta para todos los públicos. Se filmó en color en película de 35mm.
El actor José María Blanco debutó en la dirección de largometrajes con esta película. Se trata de un filme insólito con ciento veinticinco efectos especiales y una larga posproducción, que adapta uno de los quince libros que la escritora Carmen Kurtz había escrito con Óscar como personaje central. La cinta mezcla la acción, el suspense y una gran fantasía, evita la violencia y la maldad excesivas, y narra la historia con sencillez. Fue recomendado por el Jurado Internacional del Certamen de Gijón y declarado especialmente indicado para menores por la Dirección General de Cinematografía del Estado español.
El personaje de Tadeo está interpretado por César Ojinaga, actor habitual de películas wéstern rodadas entre España e Italia en los años 60 dirigidas por Ignacio F. Iquino o Alfonso Balcázar.
El editor de la película fue Ramon Quadreny, montador habitual de las películas de los directores José María Nunes y Antoni Ribas.
El director de fotografía encargado de filmar la película fue Juan Gelpí, colaborador habitual de las películas de Antonio Isasi-Isamendi como Estambul 65, Las Vegas, 500 millones, Un verano para matar o El aire de un crimen.
La voz del láser que construye Óscar pertenece al actor y doblador Felipe Peña.
José María Blanco llegó a escribir una secuela de la película basada en otro cuento de Carmen Kurtz que nunca se filmó. Se titulaba Óscar, agente secreto  y el guion se guarda en
la biblioteca de la Filmoteca de España.

## Localizaciones
La película se filmó en Cataluña y Galicia, en las localidades de Barcelona, Camprodón, Granollers, San Pedro de Ribas, La Roca del Vallés, Villanueva y Geltrú y Vivero, Cillero, Negradas, Puentedeume, Santiago de Compostela, y Chavin.

## Premios
Fue galardonada con el premio a la mejor película infantil en la 23ª edición de los Premios Sant Jordi de Cinematografía.
XVI Certamen Internacional de Cine para la infancia y la juventud Gijón: Premio Platero a la mejor película infantil, Premio C.E.C.I.I. a la mejor película, Especial recomendación del Jurado Internacional.